# Zagarolo (vino)
Lo Zagarolo è un vino DOC la cui produzione è consentita nella provincia di Roma.

## Caratteristiche organolettiche
- colore: giallo paglierino più o meno intenso.
- odore: vinoso, delicato, gradevole.
- sapore: secco o amabile, morbido, caratteristico, armonico

## Produzione
Provincia, stagione, volume in ettolitri
- Roma  (1990/91)  591,0
- Roma  (1991/92)  292,68
- Roma  (1992/93)  423,36
- Roma  (1993/94)  565,2
- Roma  (1994/95)  67,03
- Roma  (1995/96)  65,95